# Орюк-Там (Ортокский айылный аймак)
Орюк-Там (кирг. Өрүк-Там) — село в Нарынском районе Нарынской области Кыргызстана. Входит в состав Ортокского айылного аймака.

## География
Село расположено в центральной части области, в высокогорной зоне, на левом берегу реки Малый Нарын, на расстоянии приблизительно 51 километра (по прямой) к северо-востоку от города Нарын, административного центра области и района.

## Население
Согласно оценочным данным Национального статистического комитета Кыргызской Республики, на начало 2023 года постоянное население в селе отсутствовало.
| год     | 2009 | 2014 | 2015 | 2020 | 2021 | 2023 |
| ------- | ---- | ---- | ---- | ---- | ---- | ---- |
| человек | 108  | 93   | 92   | 100  | 0    | 0    |